# Robert Whittaker
Robert Harding Whittaker, född 27 december 1920 i Wichita, Kansas, död 20 oktober 1980 i Ithaca, New York var en amerikansk växtekolog som var aktiv under 1950- till 1970-talen.
Han tog en BA vid Washburn Municipal College (numera Washburn University) i Topeka, Kansas och sedan, efter avslutad militärtjänst (som meteorolog vid flygvapnet), doktorsexamen vid University of Illinois.
Han hade lärar- och forskningstjänster vid Hanford National Laboratories (där han var pionjär med användandet av radioaktiva isotoper i studier av ekosystem), Washington State College i Pullman, Brooklyn College vid City University of New York, University of California, Irvine, och till sist, från 1968 till sin död, Cornell University.
Whittaker var en ledande förespråkare för och utvecklare av gradientanalys för att lösa problem inom växtsamhällesekologi. Han gav starka empiriska belägg mot vissa av Frederic Clements idéer om vegetationsutveckling. Whittaker var huvudsakligen aktiv inom växtsamhällesanalys, succession och produktivitet.
Han var först med att, 1969, föreslå en taxonomisk indelning av allt levande i fem riken: Animalia, Plantae, Fungi, Protista, och Monera. Han föreslog också "Whittakers biomklassificering" som kategoriserar biom utifrån två abiotiska faktorer: temperatur och nederbörd.
Whittaker valdes in i National Academy of Science 1974 och tilldelades 1980 Eminent Ecologist Award av Ecological Society of America. Utöver sina akademiska publikationer – ofta i prestigefyllda tidskrifter som exempelvis Journal of Ecology (åtta artiklar) och Science (sex artiklar) – skrev han boken Communities and Ecosystems 1970.